# Мейсак, Николай Алексеевич
Никола́й Алексе́евич Мейсак (18 мая 1921, Новониколаевск — 14 июля 1984, Новосибирск) — участник Великой Отечественной войны, советский писатель, публицист, член Союза журналистов СССР. Заслуженный работник культуры РСФСР (1971).

## Биография
Родился в 1921 году в Новониколаевске (сейчас — Новосибирск), его отец был железнодорожником.
В 1939 году окончил среднюю школу № 9, затем сразу был призван в Красную Армию и отправлен в Монголию, где недавно завершились бои с Японией. Здесь начал писать статьи для армейских газет.
В 1941 году направлен под Москву.

### Защита блиндажа
В ночь на 2 ноября 1941 года командир роты связи 6-го гвардейского мотострелкового полка лейтенант Дудоренко дал Николаю Мейсаку задание организовать на новом командном пункте полкового командира телефонную станцию. В это время силами полка велось наступление на немцев. В ответ войска противника начали контратаку, задействовав 2 пехотных полка и 74 танка. Из-за неравных сил полк был вынужден отступить. Мейсак в момент отхода продолжал находиться в блиндаже, обеспечивая связь с отступавшими батальонами.
Когда неприятель обнаружил блиндаж, то открыл по нему огонь из пулеметов и танков, но Николай Мейсак всё равно остался поддерживать связь под ожесточённым обстрелом. Вражеские войска продолжали вплотную подходить к блиндажу.
Через некоторое время связь со стрелковым батальоном была прервана, но всё ещё частично поддерживалась со старым командным пунктом. Мейсак начал обстреливать наступавшего противника, убив очередью из автомата троих немецких солдат и ранив двоих. Ещё троих прибывших на помощь раненым он также ликвидировал тремя автоматными очередями. Все патроны были израсходованы, но оставались три гранаты, которые Мейсак решил применить в момент наибольшего сосредоточения немцев возле блиндажа. Когда наступило затишье, солдаты Вермахта проникли в блиндаж и стали вытаскивать Мейсака за ноги, но он бросил им поочерёдно на спины две гранаты, убив их и сам получив при этом тяжёлое ранение — взрыв раздробил правую ногу выше голени, на левой ноге была оторвана ступня и разорваны мягкие ткани.
13 января 1942 года штаб 82-й мотострелковой дивизии в «Донесении о безвозвратных потерях» сообщил, что 3 ноября 1941 года во время боевых действий в Звенигородском районе Московской области пропал без вести младший сержант 210-го механизированного полка Мейсак Николай Алексеевич.

### Период госпитализации
Однако позднее выяснилось, что военнослужащему удалось выжить. После изнурительной битвы Николай Мейсак оставался 12 суток в разгромленном блиндаже и был обнаружен местными жителями, оказавшими ему помощь. Затем он продолжительное время находился в так называемом «госпитале», где в ужасных условиях лежали раненые пленные русские красноармейцы. После освобождения Можайска Мейсак был отправлен сначала в московский, а затем — в новосибирский госпиталь, где начал писать заметки и стихи, издававшиеся газетой СибВО.

### Творчество
Весной 1942 года Николай Алексеевич был выписан из госпиталя. Он стал печататься в газетах Новосибирска и выступать по новосибирскому радио.
В 1962 году «Сибирские огни» опубликовали биографическую повесть Николая Мейсака «62 дня», в этом же году вышло его произведение «Сколько у нас Маресьевых», за которое автор в 1977 году получил премию имени Николая Островского, а также большое количество благодарных отзывов читателей, в том числе и знаменитого военного лётчика Алексея Маресьева, написавшего в письме к Мейсаку следующее:

Дорогой Николай Алексеевич!
Прочитал вашу книгу очерков. Слово «понравилось» едва ли передает все те чувства, которые я испытал. … Книга насыщена таким радостным, светлым духом оптимизма, в ней так много искренней доброй веры в Человека, что, читая ее, испытываешь чувство большой радости за автора, за вас, дорогой товарищ и друг… Все ваши очерки свидетельствуют о вас как о человеке большого сердца, высоких помыслов, настоящем советском человеке. Родина гордится такими своими сынами…

Ваш А. Маресьев 
В своих книгах автор с большой теплотой отзывался о Сибири, любил родной Новосибирск и много о нём писал. Он работал корреспондентом Агентства печати «Новости» и печатался за рубежом. «Сибирь — край большого будущего», «Эта теплая Сибирь» и другие его произведения публиковались на английском, японском, испанском, арабском, французском, а также на десяти языках в Индии. В них писатель рассказывал об основателе Академгородка Михаиле Лаврентьеве, знаменитом хирурге Евгении Мешалкине, строителях сибирских заводов и городов.

### Смерть
Николай Алексеевич умер 14 декабря 1984 года. Похоронен на Заельцовском кладбище Новосибирска (кв. 38).

## Награды
В ноябре 1943 года был награжден орденом Отечественной войны I степени «...за образцовое выполнение боевых заданий командования на фронте борьбы с немецкими захватчиками и проявленные при этом доблесть и мужество», орденом «Знак Почета», а также медалями «За оборону Москвы», «За трудовую доблесть» и «Борцу за мир» Советского комитета защиты мира.

## Личная жизнь
Николай Алексеевич был очень гостеприимным человеком, в его доме собирались комсомольские соратники, врачи, учёные, артисты, инженеры и музыканты, среди которых были известный врач-травматолог Яков Цивьян, артист и режиссёр Лолий Баландин, оперный певец Анатолий Жуков, учёный и контр-адмирал в отставке Георгий Мигиренко.
Организовывались весёлые застолья. Николай Алексеевич ценил юмор и сам устраивал различные розыгрыши. Исполнялись хором любимые песни Иногда на фортепиано играл руководитель Сибирского народного хора Андрей Новиков.

### Семья
Жена — Надежда Александровна, дочь — Татьяна.

## Память
В честь Николая Мейсака названа небольшая улица в Дзержинском районе Новосибирска.